# Bataille de Bazeilles
Guerre franco-prussienne
Batailles
- Chronologie de la guerre franco-prussienne de 1870
- Sarrebruck (08-1870)
- Wissembourg (08-1870)
- Forbach-Spicheren (08-1870)
- Wœrth (08-1870)
- Bitche (08-1870)
- Phalsbourg (08-1870)
- Borny-Colombey (08-1870)
- Strasbourg (08-1870)
- Mars-la-Tour (08-1870)
- Toul (08-1870)
- Gravelotte (08-1870)
- Metz (08-1870)
- Nouart (08-1870)
- Beaumont (08-1870)
- Noisseville (08-1870)
- Sedan (08-1870)
- Montmédy (09-1870)
- Soissons (09-1870)
- Siège de Paris et chronologie du siège (09-1870)
- Nompatelize (10-1870)
- Bellevue (10-1870)
- Châtillon (10-1870
- Châteaudun (10-1870)
- Buzenval (10-1870)
- Bourget (10-1870)
- Dijon (10-1870)
- Belfort (11-1870)
- La Fère (11-1870)
- Langres (11-1870)
- Bouvet et Meteor (navale) (11-1870)
- Coulmiers (11-1870)
- Thionville (11-1870)
- Châtillon-sur-Seine (11-1870)
- Villers-Bretonneux (11-1870)
- Beaune-la-Rolande (11-1870)
- Champigny (11-1870)
- Orléans (12-1870)
- Loigny (12-1870)
- Châteauneuf (12-1870)
- Beaugency (12-1870)
- Longeau (12-1870)
- l’Hallue (12-1870)
- Siège de Péronne (1871)
- Bapaume (01-1871)
- Villersexel (01-1871)
- Le Mans (01-1871)
- Héricourt (01-1871)
- Saint-Quentin (01-1871)
- Buzenval (01-1871)

La bataille de Bazeilles (ou combats de Bazeilles) a lieu du 31 août 1870 au 1er septembre 1870, dans le cadre plus général de la bataille de Sedan, pendant la guerre franco-prussienne.
Cet épisode, vu comme héroïque et représentatif des sentiments patriotiques, a inspiré, entre autres, le plus célèbre tableau patriotique d'Alphonse de Neuville, intitulé Les Dernières Cartouches (1873).

## Division bleue
En 1870, pour la première fois de leur histoire, les marsouins des 1er, 2e, 3e, 4e régiments d'infanterie de marine et bigors du 1er régiment d'artillerie de marine sont groupés pour prendre part à la lutte, dans la même division surnommée « division bleue » commandée par le général de Vassoigne. Cette division comprend deux brigades : « La première brigade faite du 1er et du 4e RIM fut confiée au général de Reboul. La deuxième brigade regroupant le 2e et le 3e RIM revient au général Martin des Pallières ». Cette division est intégrée au 12ème Corps d'armée commandé par le général Lebrun. Ils écriront une des plus notables pages de l'armée française à Bazeilles, les 31 août et 1er septembre 1870.
Ont également participé à cette bataille les 34e, 36, et 52e régiments d'infanterie de ligne ainsi que le 7e régiment d'artillerieet le 8e Régiment d'artillerie avec les 3e, 4e, 10e et 11e batterie , le 8e Chasseur, les 2e et 7e Zouave, le 6e chevau-léger.
Lors de cette bataille, les pertes dénombrées côté français sont de 2 655 hommes, et côté bavarois, de 4 091 hommes, au sein de la 8e division du IVe corps.
Bazeilles est, avec le temps, devenu un symbole de commémoration pour les troupes anciennement « coloniales », aujourd'hui appelées, comme en 1870 « de marine » car elles étaient précédemment rattachées à la marine nationale: le souvenir de ces combats est célébré depuis 1952 le 31 août et le 1er septembre par les régiments et les anciens combattants de ces troupes. Dans la préface du livre Second Empire de Solferino à Bazeilles de Guy Sallat, le chef d’État-major des armées François Lecointre en donne le sens en 1999 : « Bazeilles offre l’illustration tragique de ce déséquilibre contre lequel on ne peut rien ! D’un côté, ce sacrifice souligne l’abnégation de celui qui a le culte de la mission. De l’autre, il résonne comme une exigence pour que jamais plus le soldat de France ne rende les armes faute d’avoir pu disposer des moyens nécessaires à leur usage ».

## Contexte historique
Au cours du mois d'août 1870, l'Est de la France est occupé par trois armées allemandes. Ayant reçu l'ordre de délivrer Bazaine encerclé dans Metz, Mac-Mahon est chargé de constituer une armée dite « de Châlons ». Cette armée était formée du 1er corps du général Ducrot, du 5e corps du général de Failly, du 7e corps du général Félix Douay, et du 12e corps du général Lebrun. Les deux premiers corps avaient été ramenés à Châlons après la bataille de Froeschviller ; le général Félix Douay avait été rappelé de Belfort et le 12e corps était un corps de nouvelle formation comprenant les troupes d’infanterie de Marine, il comprend plus de 30 000 hommes. Partie de Reims après six jours de marche forcée avec l'armée de Châlons, la 2e brigade de la division Bleue atteint Sedan où Mac-Mahon est acculé avec son armée par les avant garde prussiennes. Mais à la suite des batailles de Beaumont, de Bazeilles et de Balan, l'armée de Châlons se trouve fixée sur Sedan.

## Les combats de Bazeilles
- La 2e brigade doit protéger Bazeilles sur le flanc Sud-Est de la forteresse de Sedan. Dès le 31 août toute l'armée est sur la rive droite de la Meuse, cependant un pont de voie ferrée à Remilly est encore intact et va permettre l'infiltration d'éléments d'avant-gardes bavaroises, qui seront repoussés à la tombée de la nuit.

- La supériorité en nombre et en artillerie de l'adversaire va donner lieu à des affrontements meurtriers où les pertes sont nombreuses ; le village est repris, puis gardé par les Français uniquement sur ses lisières Nord. La 1re brigade arrivée en renfort en fin de journée permet la reprise totale de Bazeilles à la tombée de la nuit.

- Le 1er septembre, les forces bavaroises du général Ludwick von der Tann renforcées pendant la nuit attaquent le village au lever du jour. Elles croient le trouver vide, mais tombent dans une contre-attaque de 150 marsouins organisée par le commandant Arsène Lambert, sous-chef d'état-major de la division.

S'enchaînent alors deux revirements inattendus :
- le premier avec le remplacement de Mac Mahon, blessé, par le général Ducrot qui ordonne d'abandonner les positions acquises ;
- le second, après l'évacuation de Bazeilles, avec l'arrivée du général de Wimpffen, qui prend le contrepied de ces dispositions et ordonne la réoccupation des positions abandonnées et une percée vers l'Est.

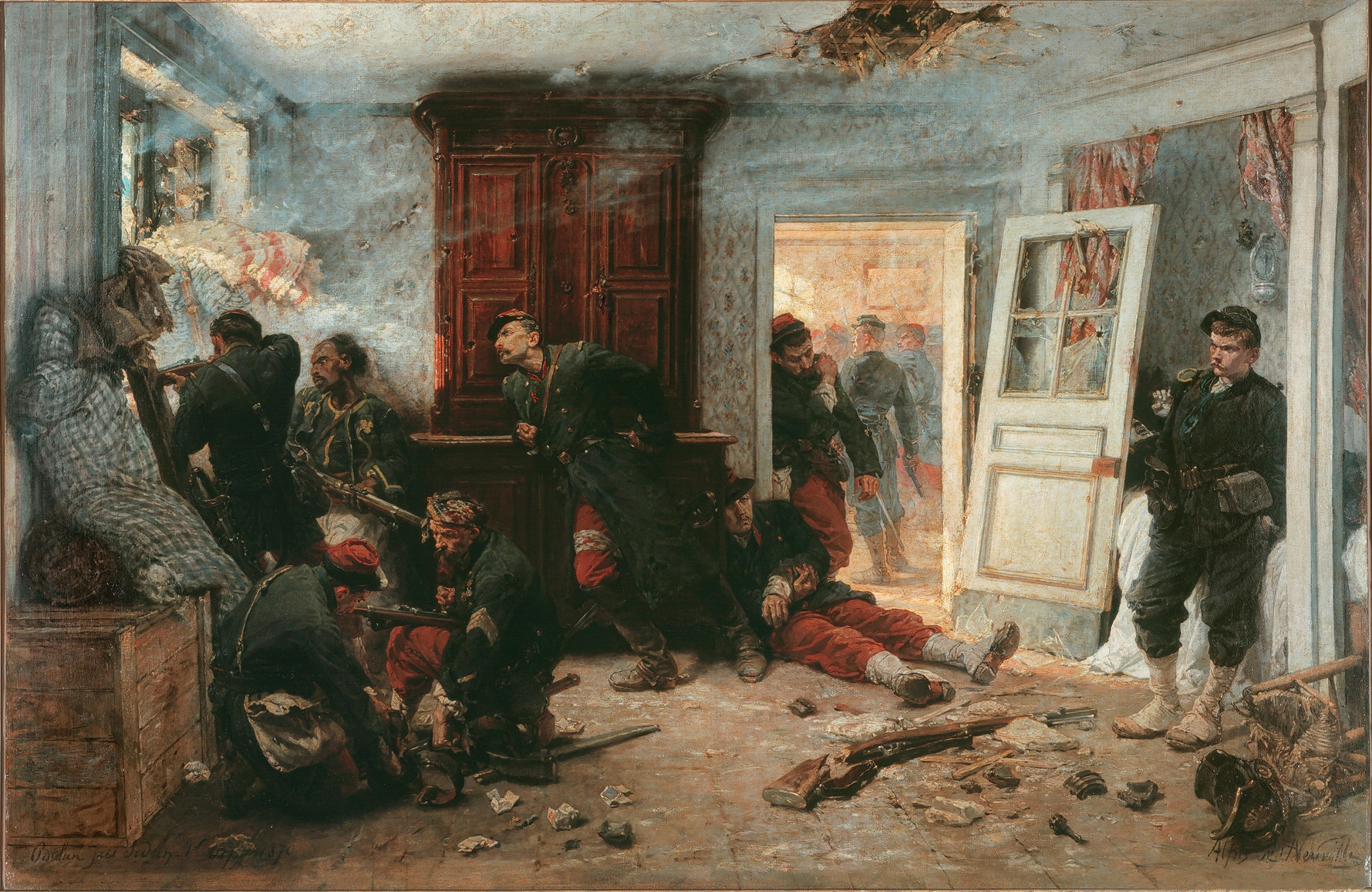
Les Dernières Cartouches (1873), tableau d'Alphonse de Neuville.

Après de nouveaux combats à un contre dix, face au 1er corps d'armée bavarois dont l'artillerie est de plus en plus fournie, le général de Vassoigne estime que « l'infanterie de marine a atteint les extrêmes limites du devoir » et sonne la retraite afin d'éviter le massacre intégral de la troupe dans un contexte chaotique : « Le général Lebrun dont l’état-major est décimé se maintiendra longtemps dans la partie inférieure du ravin entre Bazeilles et Balan. À un moment, un obus tombe à quelques mètres de lui. Il disparaît dans un nuage de terre et de poussière, son ordonnance et les deux chevaux qu’il tient en main s’effondrent. Le 8e peloton du Chasseur à cheval qui lui sert d’escorte est soudain assailli par la charge, sabre au clair, d’un escadron saxon. Enfin, il faut se rendre à l’évidence, le nombre submerge le courage et la ténacité. La victoire fut sérieusement débattue. Le commandant de la division de Marsouins perçoit que le nombre commence à dépasser les capacités de son unité : « Messieurs, j’estime que l’infanterie de Marine a depuis longtemps atteint les extrêmes limites du devoir. Il serait insensé d’ensevelir ici une telle troupe. Elle sera utile ailleurs. Néanmoins, je ne peux engager la retraite sans vous consulter. Regardez et jugez… Nous sortirons de Bazeilles la tête haute, que ce soit, comme pour moi, votre consolation ».
Les unités françaises ont perdu 2 655 hommes (tués, blessés, portés disparus) au cours de ce seul affrontement. Quarante Bazeillais, dont une partie en résistant aux bavarois, trouvèrent la mort au cours des combats des 31 août et 1er septembre. Cent cinquante autres moururent des suites de leurs blessures dans les six mois qui suivirent la bataille. L'adversaire, pour sa part, avait laissé sur le terrain plus 4 091 tués, dont 213 officiers : « La défaite de Sedan va faire disparaître 8 bataillons de chasseurs, 1 bataillon de francs-tireurs, 38 régiments de ligne, 4 régiments de marche, 3 régiments de Zouaves, 3 régiments de Tirailleurs, 1 bataillon de la Garde mobile des Ardennes en formation à Sedan, ainsi que nos quatre régiments d’infanterie de Marine. Plus exactement, le lendemain de la bataille, les situations des quatre régiments de la division de Vassoigne comptabilisaient une perte totale de 2657 hommes tués, blessés ou disparus, dont 102 officiers, 213 sous-officiers, 275 caporaux, et 2067 soldats. On estime entre 10 et 13 000 les pertes de chaque côté. Près de 29 généraux furent tués ou prisonniers. Les Allemands perdirent près de 5000 à 7000 hommes devant Bazeilles. C’est presque la moitié de leurs pertes totales de la journée ».
Ce combat, qui voit des pertes bavaroises supérieures en nombre à celles des français, a été retenu par l'histoire militaire des deux pays, mais pas pour les mêmes raisons. Côté français, le processus d'immortalisation doit beaucoup au tableau du peintre Alphonse de Neuville qui, dès 1873, choisit de réduire l'esprit de cette bataille à l'épisode de la défense de l'auberge Bourgerie, où l'on peut voir le commandant Lambert et une poignée d'hommes défendre la maison dans des conditions particulièrement difficiles, et jusqu'à l'épuisement complet des munitions. Avant d'ordonner le repli au petit nombre de combattants survivants, les officiers ont revendiqué l'honneur de tirer les onze dernières cartouches, d'où le nom de « Maison de la dernière cartouche », qui fit l'objet d'une popularisation comme un des hauts faits de la guerre.
Bazeilles est resté depuis un haut-lieu et un symbole des troupes de marine.

## Récit officiel des combats de Bazeilles

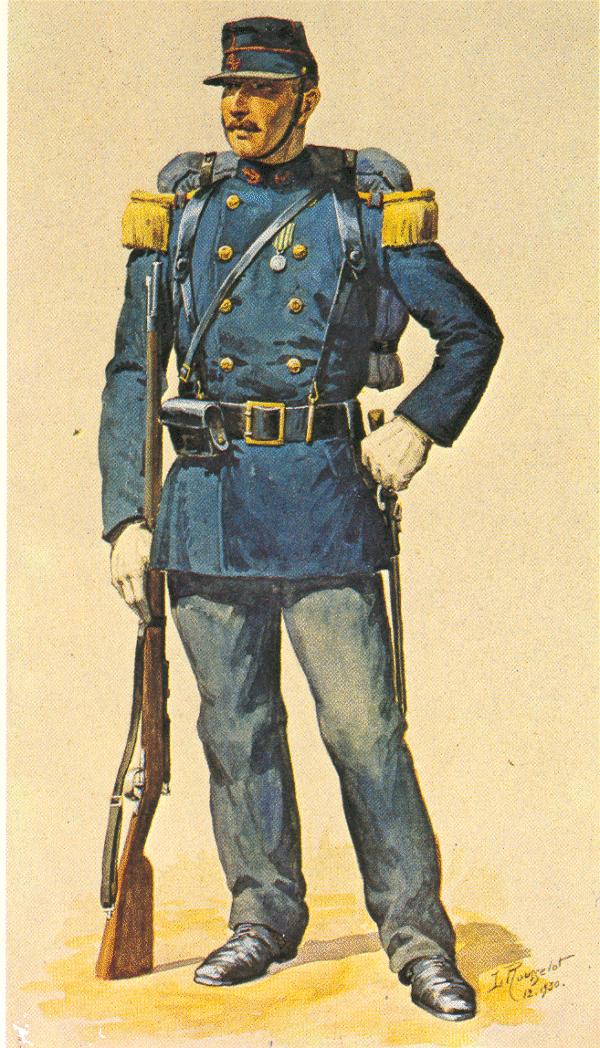
Marsouin d'infanterie de marine
de 1870

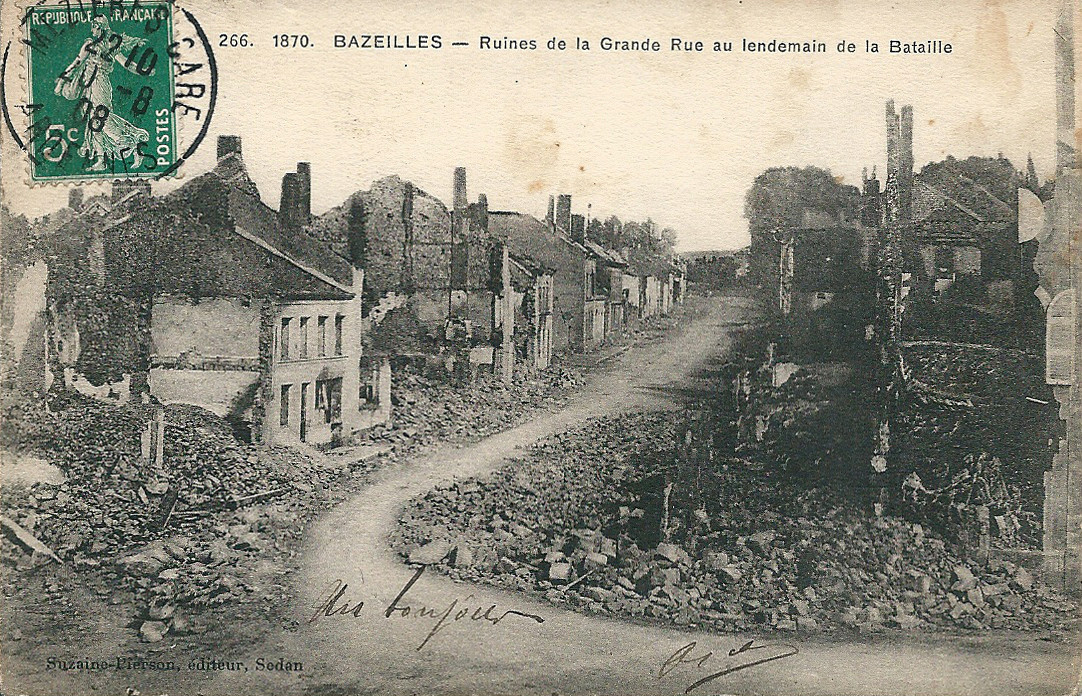
Ruines de Bazeilles
après la bataille.

Bazeilles est devenu le symbole des troupes de marine. L'anniversaire de Bazeilles est célébré chaque année dans tous les corps de troupe de France et d'Outre-mer et sur les lieux mêmes de la bataille. Le récit qui suit est prononcé à cette occasion.

« 1870 : la France est en guerre. Son territoire est envahi. Pour prendre part à la lutte, marsouins et bigors sont, pour la première fois de leur histoire, groupés dans une même division, la division de marine qui sera surnommée la division bleue.
Commandée par le général de Vassoigne, elle est composée de 2 brigades :
- la 1re : général Reboul, est formée du 1er Régiment d'Infanterie de Marine de Cherbourg et du 4e de Toulon
- la 2e : général Martin des Pallières, comprend le 2e Régiment d'Infanterie de Marine de Brest et le 3e de Rochefort. Le 1er  Régiment d'Artillerie de Marine de Lorient fournit 3 batteries.

La Division bleue fait partie du 12e Corps d'Armée sous le commandement du général Lebrun affecté à l'armée de Mac Mahon. Rassemblée au camp de Chalons, celle-ci, dans la deuxième quinzaine d'août, va tenter la jonction avec l'armée de Bazaine enfermée dans Metz.
Le 30 août, après six jours de marches et de contre-marches harassantes, un de nos corps d'armée s'étant laissé surprendre à Beaumont, la 1re brigade, celle du général Reboul, doit intervenir, d'ailleurs avec succès, pour le dégager.
Le lendemain, 31 août, vers midi, c'est l'autre brigade qui est chargée de reprendre Bazeilles que l'ennemi vient d'occuper.
Le général Martin des Pallières enlève sa troupe. L'ennemi est refoulé, mais sa supériorité en  nombre et en artillerie lui permet, en multipliant ses attaques, de reprendre pied dans la localité. La mêlée est acharnée ; les pertes sont sévères des deux côtés; le général Martin des Pallières est blessé et le village en feu.
Vers 4 heures de l'après-midi, les nôtres ne tiennent plus que les lisières nord du village. C'est alors que la brigade Reboul, conservée jusque-là en réserve, est engagée et, avant la tombée de la nuit, Bazeilles est entièrement reprise une nouvelle fois. Toujours au prix de combats acharnés.
On s'organise pour la nuit. Seules des grand-gardes, placées aux ordres du commandant Lambert, sous-chef d'état-major de la Division, tiendront la localité. Le commandant Lambert, comprenant que l'ennemi, puissamment renforcé pendant la nuit, va revenir en force, lui tend un piège.
Lorsque, le 1er  septembre au lever du jour, les Bavarois commencent à pénétrer dans le village, ils croient celui-ci abandonné. Une vigoureuse contre-attaque, menée par 150 marsouins, les surprend et les met en fuite. Nous sommes à nouveau, et pour la troisième fois, maîtres de Bazeilles.
À ce moment survient un coup de théâtre. Le général Ducrot, qui vient de remplacer Mac Mahon blessé, veut regrouper l'armée et l'ordre est donné d'abandonner Bazeilles. Ce que l'ennemi n'a pas réussi, la discipline l'obtient : Bazeilles est évacué. Mais le général de Wimpffen, porteur d'une lettre de service, revendique le commandement et, prenant le contrepied des dispositions de son prédécesseur, ordonne que soient réoccupées les positions abandonnées.
Il faut donc reprendre Bazeilles dont les Bavarois n'ont pas manqué de s'emparer entretemps. De Vassoigne n'hésite pas et sa division, en une seule colonne, s'empare du village pour la quatrième fois, malgré la défense acharnée de l'adversaire.
Le 1er Corps d'armée Bavarois, renforcé d'une division supplémentaire, et appuyé par une artillerie de plus en plus nombreuse, reprend ses attaques qu'il combine avec des manœuvres d'encerclement, tandis que dans le village se multiplient les incendies.
Luttant à un contre dix, les marsouins, malgré les obus qui les écrasent et les incendies qui les brûlent et les suffoquent, défendent pied à pied chaque rue, chaque maison et chaque pan de mur. Ils ne cèdent le terrain que très lentement infligeant à l'ennemi des pertes sévères. Hélas, celles qu'ils subissent ne le sont pas moins et, ce qui est très grave, les munitions commencent à manquer.
Le général de Vassoigne, toujours très calme, estime que sa mission est maintenant accomplie, que « l'infanterie de marine a atteint les extrêmes limites du devoir » et qu'il ne doit pas faire massacrer une telle troupe, susceptible de rendre encore des services. Vers midi, il fait sonner la retraite.
Cependant le général de Wimpfen veut encore tenter une percée vers l'est. À cet effet, aux environs de 16 heures, il fait appel au général de Vassoigne et se met avec lui, épée en main à la tête des débris dont il dispose.
Bazeilles est en grande partie repris, lorsque sur l'ordre de l'empereur, il fait mettre bas les armes.
La Division bleue a perdu 2 655 des siens dont 100 officiers »

## Iconographie
La bataille de Bazeilles a donné lieu a de nombreuses représentations. Les premières furent sous la forme graphique : les gravures, publiées dans la presse, et les peintures, dans les deux camps, vont apparaître, traduisant bien entendu deux séries de points de vue différents. D'abord en France, avec par exemple les eaux-fortes d'Auguste André Lançon, puis, avec comme point d'orgue le tableau d'Alphonse de Neuville (1873) — qui sera magnifié durant l'exposition universelle de 1889 —, ou encore celui de Jean-Léon Pallière (1879), sans compter une sculpture en bas relief d'Aristide Croisy.
En Allemagne, plus tardivement, apparaît en 1883, à Berlin, un panorama sur Alexanderplatz signé Anton von Werner choisit comme thème cette bataille, puis en 1896, un autre panorama, de Michael Zeno Diemer (en), est monté à Manheim dans un bâtiment expressément conçu à cet effet. D'autres artistes allemands en proposèrent des traductions selon diverses techniques, comme Otto von Faber du Faur, Friedrich Bodenmüller, Franz Adam, Carl Röchling, Richard Knötel...
À Paris, la maison Goupil imprime de son côté de nombreuses photogravures reproduisant les tableaux français dont celui de Neuville (éditée en 1889) et François Lafon (éditée en 1896). Dès les débuts du cinématographe, Georges Méliès exploite l'épisode de Bazeilles décrit par Neuville pour en faire un film (1897). En 1900, une carte postale reproduisant une vue photographique du village de Bazeilles en ruine au lendemain de la bataille (septembre 1870) circule.

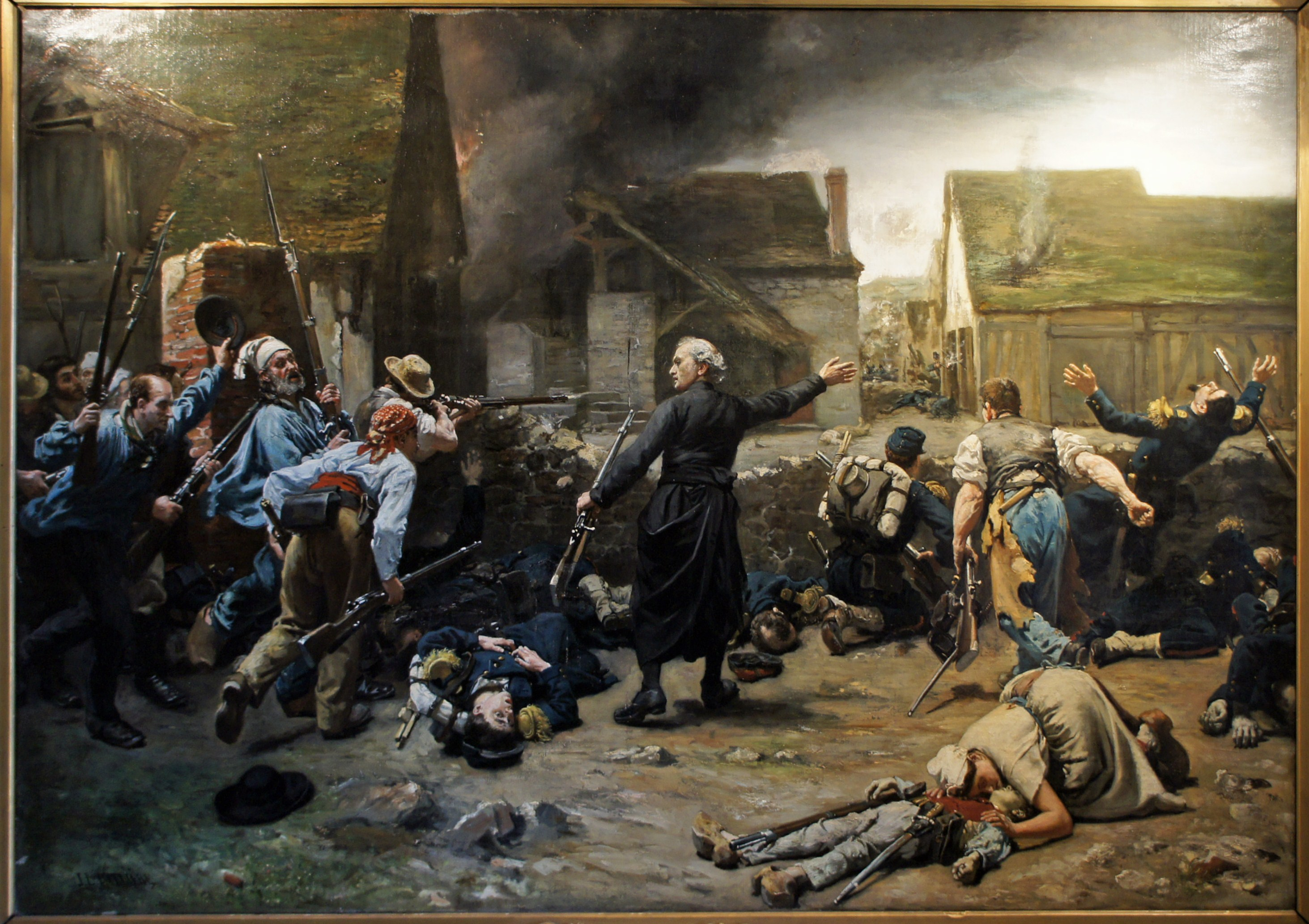
La Bataille dans le village (1879) par Jean Léon Pallière (1823-1887).
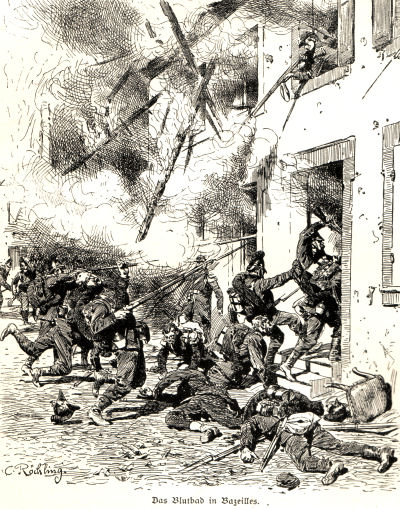
Le Bain de sang de Bazeilles par Carl Röchling (vers 1890).
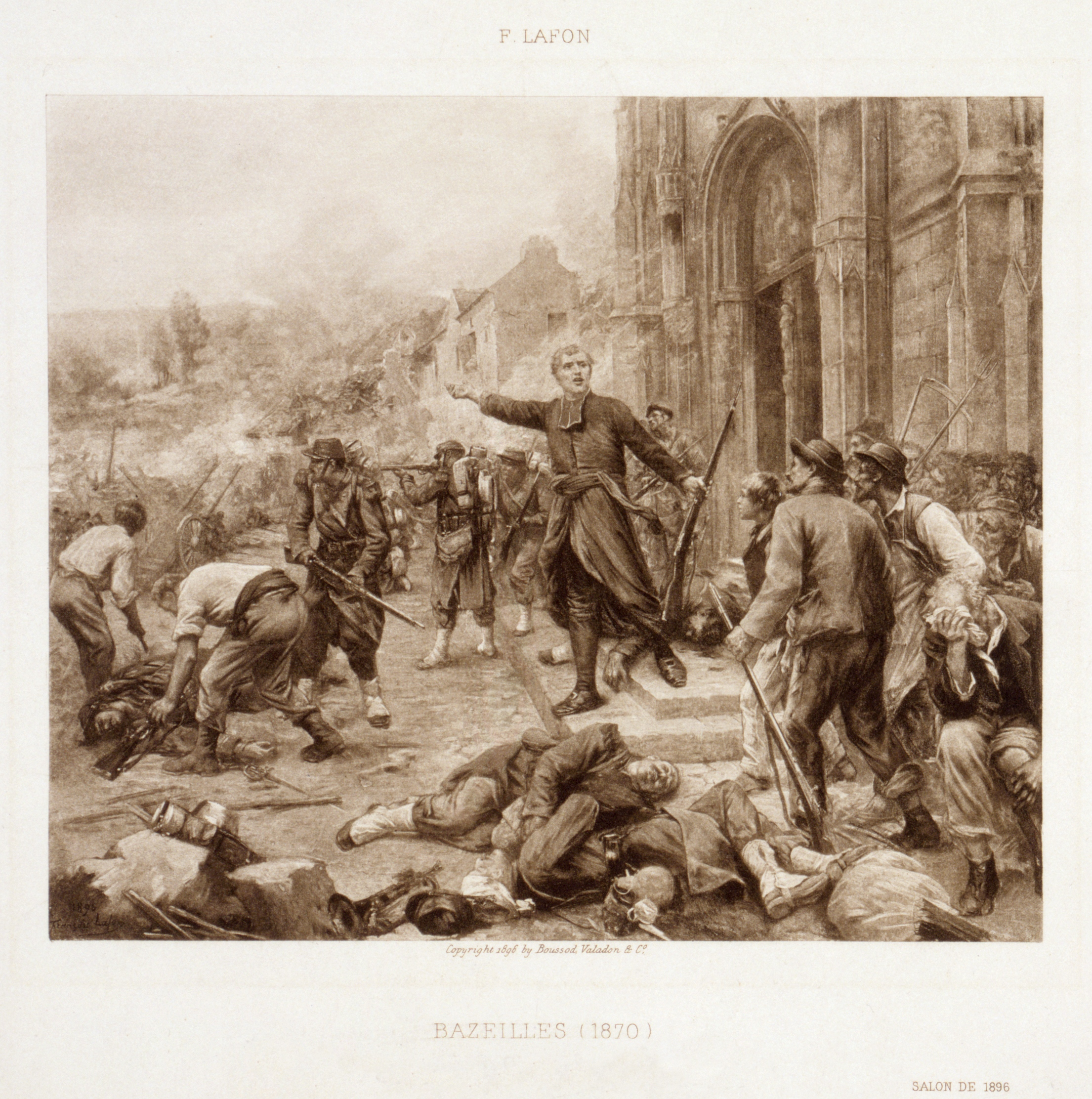
Bazeilles (1870), photogravure de 1896 d'après François Lafon : l'abbé Baudelot exhortant la population à combattre.
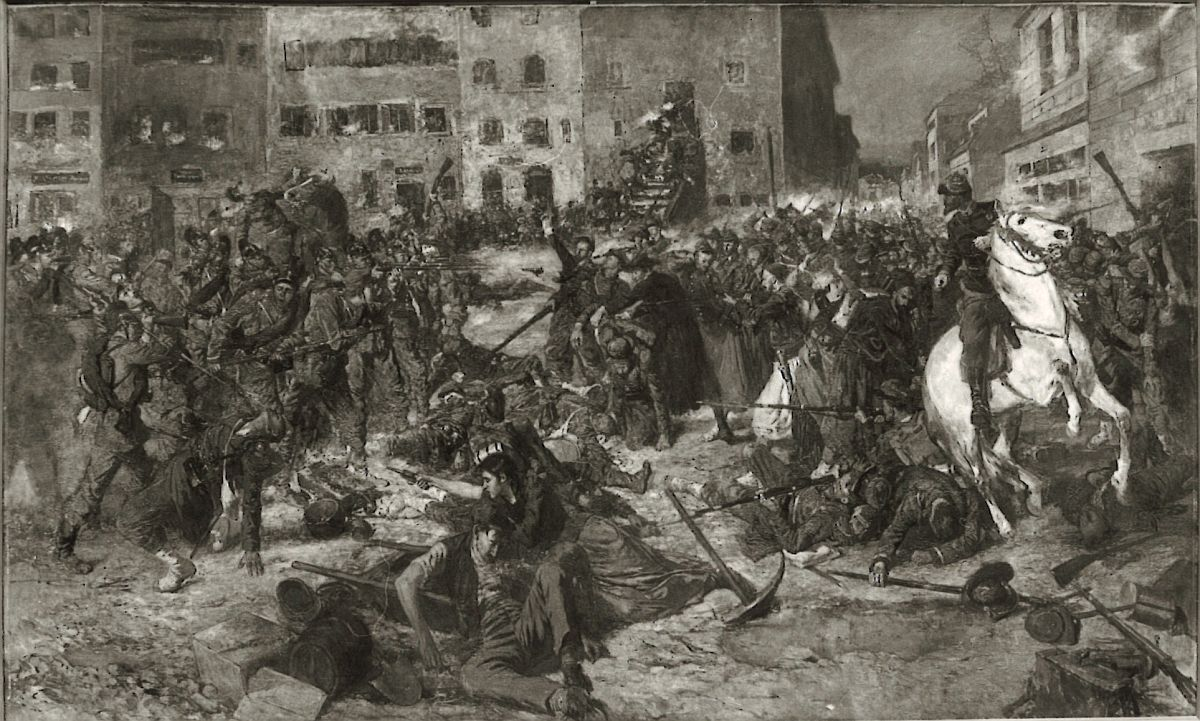
Gefecht in Bazeilles (années 1880), par Otto von Faber du Faur qui centre sa composition sur les Français.

### Dans la littérature
- Second Empire de Solférino à Bazeilles, de Guy Sallat, Éditions OD2C, 2019.
- La Débâcle, d'Émile Zola.
- Sedan, de Camille Lemonnier (1re éd. 1871; 2e éd. revue, sous le titre Les Charniers, 1881).

### Au cinéma
- 1897 : Bombardement d'une maison de Georges Méliès.

### En chanson
- Les Dernières Cartouches[13], chanson de Marius Richard, paroles de René Esse, musique d’Émile Spencer, produit à la Scala notamment.

### Au théâtre
- Les Dernières Cartouches[13], pièce de Jules Mary jouée au théâtre de l'ambigu en janvier 1903.

### En sport
- Le club sportif (destiné initialement au tir dans le contexte de la volonté de revanche après la défaite de la guerre de 1870) des « Dernières Cartouches de Carhaix » est créé en 1907 ; il reçoit le nom d'un épisode glorieux de la guerre de 1870 connu sous le nom de la Maison de la dernière cartouche dans lequel s'illustre le capitaine Arsène Lambert, d'origine carhaisienne. La section football est créée en 1913.